# 파브리스 마르탱

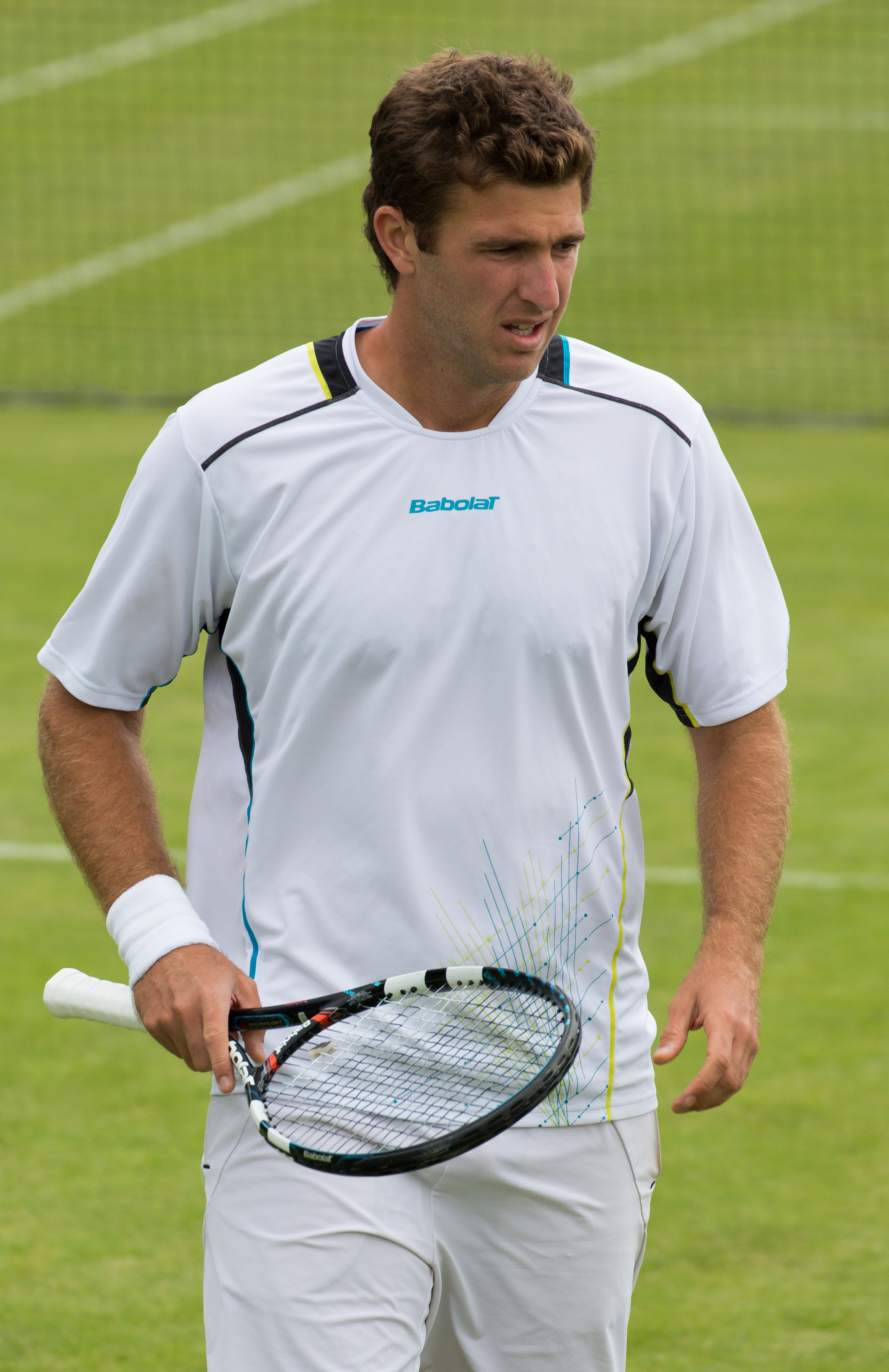
2015년 대회에서의 마르탱 선수

파브리스 마르탱(프랑스어: Fabrice Martin, 1986년 9월 11일 ~ )은 프랑스의 프로 테니스 선수이다. 바욘 출신으로, 2012년 ATP 단식 228위, 2016년 복식 33위에 안착했다.